# Udo Münch
Udo Münch (* 18. Oktober 1956 in Mainz) ist ein deutscher Polizist. Er war bis Juli 2020 Landespolizeipräsident in Hessen.

## Beruflicher Werdegang
Er trat 1975 in den mittleren Dienst der Hessischen Bereitschaftspolizei ein und gehörte dieser bis 1981 an. Von 1981 bis 1984 studierte er an der Verwaltungsfachhochschule in Wiesbaden (der heutigen Hessischen Hochschule für Polizei und Verwaltung) und erwarb damit die Befähigung zum gehobenen Dienst (Polizeikommissar).
Von 1984 bis 1988 gehörte er der I. Hessischen Bereitschaftspolizeiabteilung an. Dann studierte er von 1988 bis 1990 an der Polizei-Führungsakademie in Münster/Hiltrup (der heutigen Deutschen Hochschule der Polizei) und erfüllte damit die Voraussetzungen zur Übernahme in den höheren Dienst (Polizeirat).
Von 1990 bis 1994 gehörte er der Hessischen Polizeischule an, der heutigen Hessischen Hochschule für Polizei und Verwaltung. Davon arbeitete er zwei Jahre als Fachgruppenleiter Einsatz und zwei Jahre als Abteilungsleiter Technik.
Im August 1994 wurde er als Dozent an die Verwaltungsfachhochschule in Wiesbaden berufen. Ab 1997 leitete er dort den Fachbereich Polizei und stand der Hochschule ab Dezember 1999 als Rektor vor. Im Oktober 2003 wechselte er in das Hessische Ministerium des Innern und für Sport und leitete dort im Hessischen Landespolizeipräsidium das damalige Referat LPP 5 (Finanzen, Liegenschaften, Organisation).
Von Mai 2005 bis April 2006 arbeitete er im Präsidialbüro des Hessischen Polizeipräsidiums für Technik, Logistik und Verwaltung (PTLV). In dieser Zeit war er auch kommissarischer Vizepräsident des PTLV.
Ab Mai 2006 bekleidete er bis November 2010 den Posten des Inspekteurs der Hessischen Polizei im Hessischen Ministerium des Innern und für Sport. Damit war er in dieser Zeit der ranghöchste Schutzpolizeibeamte in Hessen.
Seit dem 3. November 2010 war Münch Landespolizeipräsident im Hessischen Ministerium des Innern und für Sport. Im Zuge der Affäre um rechtsextreme Drohmails, u. a. gegen Politiker der Partei Die Linke, trat er am 14. Juli 2020 zurück.